# 1513-й самоходно-артиллерийский полк
1513-й самоходный артиллерийский полк — воинская часть Вооружённых сил СССР во время Великой Отечественной войны.

## История
Сформирован в январе 1945 г. на основании Приказа ВКГ № 0047 от 18.12.1944 г. В действующей армии с 21.02.1945 по 11.05.1945 года.
Повторил боевой путь 37-го гвардейского стрелкового корпуса. В июне 1945 года принимал участие в боевых столкновениях в районе города Весели-над-Моровоу, Чехословакия

## Подчинение
| Дата            | Фронт (округ)        | Армия                 | Корпус (группа)                    | Примечания |
| --------------- | -------------------- | --------------------- | ---------------------------------- | ---------- |
| 01.02.1944 года | 2-й Украинский фронт | 9-я гвардейская армия | -                                  |            |
| 01.03.1944 года | 2-й Украинский фронт | 9-я гвардейская армия | 37-й гвардейский стрелковый корпус |            |
| 01.04.1944 года | 3-й Украинский фронт | 9-я гвардейская армия | 37-й гвардейский стрелковый корпус |            |
| 01.05.1944 года | 3-й Украинский фронт | 9-я гвардейская армия | 37-й гвардейский стрелковый корпус |            |

## Командиры
- Шоничев Василий Степанович, 19.03–25.06.1945, гвардии подполковник